# Речни тенрек
Речни тенрек (лат. Limnogale mergulus) је ситни сисар из реда Afrosoricida и фамилије Tenrecidae. 

## Угроженост
Речни тенрек се сматра рањивом врстом у погледу угрожености врсте од изумирања. Популациони тренд је за ову врсту непознат.

## Станиште
Станишта врсте су шуме и речни екосистеми.